# 置閏
置閏，是指在曆法中插入閏日（閏年）、閏週或閏月（383－385天），以使曆法能跟隨季節或月相。陰陽曆可能需要插入閏日和閏月（每19年7次的一個閏月）如下。

## 太陽曆
回归年（太陽年）不是剛好的整數天（大約是365.2422天），但是曆年都必須是整數的天數。最常見的方式，是在不同的曆年中插入天數來調整。
在751日內合共有385天包含的太陽曆，這為造成2月28日為即不包括閏年的平年有365天，大約每四年要添加1日（閏日）即2月29日造成有每4年一次閏年內有366天的闰年（儒略曆、格里曆和印度國定曆共計731天）等。
克諾珀斯法令是西元前239年古埃及法老托勒密三世頒布的太陽年置閏系統，直到西元前25年羅馬皇帝奧古斯都成功改革亞歷山大曆之後才被廢除。
儒略曆與1582年改進了其置閏方法的格里曆將額外添加一天做為二月最後一天的年份稱為閏年。儒略曆四年一閏；在格里曆，年份能被100整除，根據100年一次但在不能被400倍數整除盡的之後就下個年份不再是閏年改平年，而變得更為精確。因此，西元2000年是閏年，而1700年、1800年、1900年和2100年亦都不是2月29日的閏年。
歲末/歲餘日是太陽曆中不屬於任何月份的日子，每年通常包括5天（古埃及历法、科普特曆、埃塞俄比亞曆、瑪雅曆、和法國共和曆），但是在某些曆（科普特曆、埃塞俄比亞曆、和法國共和曆）中每4年會有一年有6天這種日子。在2015年之前，巴哈伊曆法的平年有4天這種日子，閏年則有5天，以便能與格里曆吻合。從2015年開始（172 B.E.），這種日子的設置將用以確定每年開始於春分日。

## 陰陽曆
太陽年不是陰曆月的整數倍（它大約是12.37陰曆月），所以陰陽曆的一年必須具有數量可變的月。平常的一年是12個月，閏年添加一個月成為13個月。通常每2—3年便會插入一個閏月（參見藍月）。如何插入一個閏月，通常使用固定的週期循環，例如19年的默冬章（希伯來曆和推斷復活節）或使用月相（印度陰陽曆和中國的農曆）。由於當前近日點在冬季 (北半球)，冬季節氣之間較短，較容易分配到中氣；因此若採用無中置閏法，閏月較常發生在夏季。
佛曆通常會添加閏日和閏月。

## 伊斯蘭曆
伊斯蘭曆通常有12個月，它們每年都是30天和29天交替排列的，但在30年內會有11年在最後一個月添加閏日。一些歷史學家將前伊斯蘭曆的Nasi'也解釋為閏日。
伊朗曆以太陽曆的計算為基礎，與格里曆有相似的結構，因此也會置閏，是伊斯蘭教曆法中的例外。

## 閏秒
國際地球自轉服務可以在任何一個月（首選是6月和12月）的結束時插入或刪除1秒鐘，稱為閏秒。

## 其他用法
ISO 8601包括規範平常一年52週，但任何一年若有53個星期四，當年就增加一星期而有53週，稱為閏週。
決定一年是否置閏，可以用計算（儒略曆、格里曆、希伯來曆），或由觀察確定（伊朗曆）。

## 延伸阅读
[在维基数据编辑]
 《欽定古今圖書集成·曆象彙編·歲功典·閏月部》，出自陈梦雷《古今圖書集成》